# The Evil Within: The Assignment
The Evil Within: The Assignment (с англ. Зло внутри: Задание) — первое дополнение к игре The Evil Within.

## Игровой процесс
The Evil Within: The Assignment — компьютерная игра в жанрах survival horror и стелс-экшен, игроку предстоит взять на себя роль Джули Кидман, агента "МЁБИУС" и младшего детектива. В отличие от оригинальной The Evil Within, главная героиня на протяжении всего DLC не может сражаться с противниками напрямую, в её арсенале имеется лишь фонарик, бутылки и изредка топоры, которыми она может лишь оттолкнуть врага на непродолжительный период времени. На протяжении всей игры геймплей будет строиться на стелсе и решении различных головоломок. В игре также имеется побочное задание в виде сбора различных записок, раскрывающие сюжет игры более подробно.

## Сюжет
Сюжет повествует о Джули Кидман и её тайной связи с корпорацией "Мëбиус". А также о пересечении основной сюжетной линии с историей Кидман. Игра состоит из двух глав «Клятва» и «Пересечение путей».

## Разработка и выход
Разработчики ещё до выхода The Evil Within объявили что к игре выйдет три дополнения. 25 февраля 2015 Tango Gameworks выпустили трейлер игры, раскрывающий дату выхода дополнения. 10 марта 2015 состоялся релиз дополнения на Windows, PlayStation 3, PlayStation 4, Xbox 360 и Xbox One.

## Отзывы критиков
| Сводный рейтинг       | Сводный рейтинг          |
| Агрегатор             | Оценка                   |
| --------------------- | ------------------------ |
| GameRankings          | 79,27 %                  |
| Metacritic            | PS4: 80/100 XONE: 80/100 |
| OpenCritic            | 79/100                   |
| «Критиканство»        | 66/100                   |
| Иноязычные издания    |                          |
| Издание               | Оценка                   |
| IGN                   | 8,5/10                   |
| Русскоязычные издания |                          |
| Издание               | Оценка                   |
| StopGame.ru           | Похвально                |
| «Игромания»           | 7/10                     |

The Evil Within: The Assignment получила положительные отзывы, согласно агрегатору рецензий Metacritic.
Люси О'Брайен с сайта IGN поставила игре 8,5 баллов, высоко оценив «геймплей, красиво оформленное окружение и свежий главный герой», а также концовку, О'Брайен отметила что ждёт продолжение.
Олег Чимде с сайта Игромания остался очень доволен сюжетом, но отметил что у игры недоработан стелс, а также слишком простые загадки.
Дэн Уайтхэд из Eurogamer также поделился своим мнением об игре: «...а стелс здесь часто действительно очень плохой. Поклонники, приверженные запутанной сюжетной линии, вероятно, смогут забыть об этом и насладиться сюрреалистической поездкой за ее повествование и атмосферные удовольствия.».
Михаил Шкредов из Gametech выразил своё недовольство стелсом, битвой с боссами и персонажами, которые «не вызывают никаких эмоций».